# Locmiquélic
Locmiquélic település Franciaországban, Morbihan megyében. Lakosainak száma 4094 fő (2022. január 1.). Locmiquélic Kervignac, Merlevenez, Riantec és Port-Louis községekkel határos.

## Népesség
A település népességének változása:
| Lakosok száma | 4542 | 4002 | 4094 | 4125 | 4141 | 4098 | 4046 | 4039 | 4056 | 4094 |
|               | 1968 | 1982 | 1990 | 2006 | 2013 | 2015 | 2017 | 2019 | 2020 | 2022 |